# Crimes de guerre nazis en Union soviétique
Les crimes de guerre nazis en Union soviétique sont les crimes perpétrés par les forces armées allemandes au cours de la Seconde Guerre mondiale en URSS.
Le 18 décembre 1940, Adolf Hitler ordonne à ses généraux de préparer l'invasion et la destruction de l’Union soviétique. Six mois plus tard, débute l'opération Barbarossa qui sera la première phase de ce que les Soviétiques appellent la Grande Guerre patriotique. La Guerre germano-soviétique débute et va s'accompagner de l'extermination de populations civiles, extermination qui prendra une ampleur sans précédent.
En 2001, un groupe officiel d'historiens russes estimait les pertes de ce conflit à 26,2 millions de tués (environ 16 % de la population de l’Union soviétique de 1940) dont probablement 11 millions de soldats et officiers (6,8 millions de tués directs et 3,8 millions de prisonniers de guerre décédés entre les mains de la Wehrmacht), et surtout 15 millions de civils qui constituent donc près de 60 % du total des pertes soviétiques. Le nombre de soldats de l'armée soviétique tués au combat représente près de 5 000 morts par jour, soit des pertes quatre fois plus élevées que celles subies par l’armée impériale russe sur ce même front entre 1914 et 1917. Les pertes de l'armée allemande sur le front de l'Est étaient estimées en 2000 à 4 millions de tués et disparus (7 millions selon d'autres sources). C’est dire que la guerre germano-soviétique de 1941-1945 fut sans doute le conflit le plus sanglant de l’histoire humaine.
Dans l’image laissée par l’opération « Barbarossa » dans la mémoire populaire allemande, on retrouve une vision déformée de la réalité qui exagère considérablement la part des évènements militaires et des souffrances des soldats, alors que l’aspect singulier de cette invasion, à savoir son caractère intrinsèquement criminel, est passé sous silence et « normalisé ». La guerre conduite par le Reich en Union soviétique a été une guerre très particulière composée de volets complémentaires, militaire (objectif d'anéantissement de l'Armée rouge), mais aussi politique (liquidation d'un État et de ses institutions), humain (extermination complète ou partielle de larges couches de populations), et économique (asservissement économique des populations, pillages extrêmes, destruction des infrastructures et des outils de production non nécessaires aux besoins immédiats du IIIe Reich). Ces volets dessinent un projet d'ensemble revendiqué par les théoriciens nazis : la création d’un Lebensraum à l’Est, qui sera édifié sur les cendres du monde slave ramené à un stade pré-civilisationnel. Pour organiser l'espace conquis, un « nettoyage » est indispensable. Himmler en sera chargé par une directive signée de Wilhelm Keitel le 16 mars 1941.
Par son ampleur gigantesque sans précédent (vingt millions d'Allemands portèrent à un moment ou à un autre l'uniforme de la Wehrmacht sur le front russe tandis que près de 35 millions de Soviétiques furent mobilisés de 1941 à 1945, 65 millions de Soviétiques se retrouvèrent sous occupation nazie au plus fort des conquêtes de la Wehrmacht, 17 millions de personnes furent déplacées vers l'Est en 1941 afin d'échapper à cette occupation), par les conséquences tragiques qu'il a entraînées dans la vie et le destin de dizaines de millions d'êtres humains, ce projet idéologique, accompagné de ses mises en œuvre concrètes, constitue sans doute un phénomène unique dans l'histoire européenne.
Cette volonté d’anéantissement a joué le rôle essentiel dans les immenses pertes en vies humaines de l'Union soviétique en 1941-1945. Hormis les commandants des Einsatzgruppen, et certains haut-gradés, en particulier, le maréchal Wilhelm Keitel (pendu après le procès de Nuremberg), l’écrasante majorité des officiers supérieurs de la Wehrmacht, du RSHA et de la Waffen-SS ayant participé aux massacres de masse commis en Union soviétique n’ont pas été inquiétés après la capitulation à Berlin du 8 mai 1945.

## Un projet préparé avant l’invasion de juin 1941
Le 31 mars 1941, Adolf Hitler avait réuni ses généraux pour les informer que la guerre contre l’Union soviétique serait d’une « nature spéciale ». Il déclare : « Le communisme n'a jamais été et ne sera jamais pour nous un camarade. La lutte qui va s'engager est une lutte d'extermination ». Avant que l’armée allemande n’envahisse l’Union soviétique, les soldats reçurent des ordres précisant clairement la nature de l’« Opération Barbarossa » : il s’agissait d’une guerre différente de toutes les campagnes antérieures, d’une « guerre entre idéologies » dans laquelle les adversaires ne pouvaient être considérés comme des « camarades en armes ».
Les guerres à l'ouest n'ont pas été motivées par une croisade d'anéantissement telle qu'elle doit avoir lieu sur le front de l'Est. Les Anglais, les Français ou les Tchèques ne sont pas perçus comme des peuples « dégénérés », même s'ils sont présentés comme inférieurs et décadents. La haine antisémite trouve un prolongement dans la volonté obsessionnelle de détruire l'Union soviétique : celle-ci est supposée constituer l'opposé de la nation allemande, par le communisme et par sa composition traditionnellement pluriethnique (l'Union soviétique est alors un empire laïque cimenté par la dictature du Parti unique), par la place accordée aux Juifs depuis la Révolution, et par ce qui est présentée par les idéologues nazis comme une identité asiatique arriérée. L'Union soviétique est figurée comme une expression de l'anti-civilisation européenne, peuplée d'« Untermenschen » (sous-hommes) slaves indignes de vivre, qui seront soit éliminés soit impitoyablement exploités.

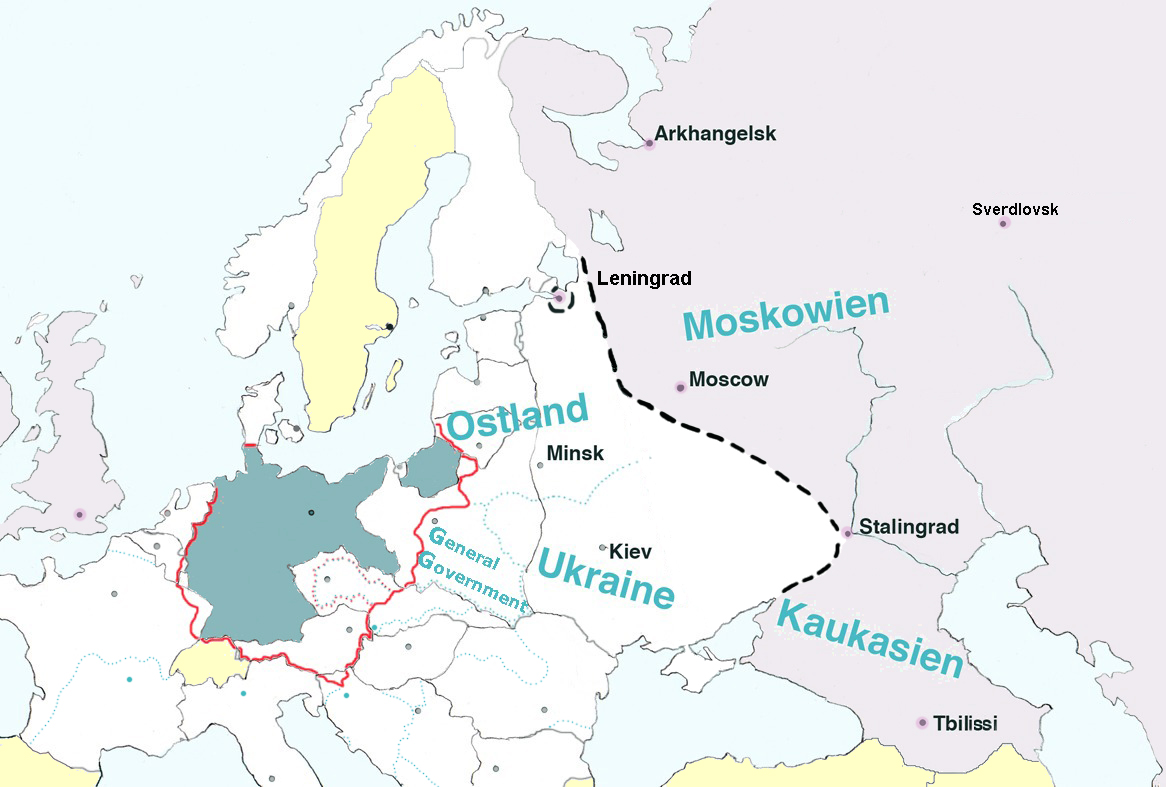
Carte superposant les frontières antérieures à la 2e GM et les découpes à la serpe des zones des quatre Reichskommissariat de l'Est, telles que décidées par l'Ostinstitut : le Generalplan Ost, conceptualisé par Himmler, est l'œuvre d'Alfred Rosenberg qui le décline en planification détaillée par zone géographique.

La Wehrmacht ne doit donc pas livrer une guerre ordinaire mais conduire une campagne d’assassinats et de destructions. Elle devra faire la guerre à l’Armée rouge, mais aussi, et particulièrement, aux civils. Son comportement en Russie occupée ressort alors davantage de celui d’une organisation criminelle que d’une armée en campagne. L’espace russe est destiné à devenir l'« espace vital » allemand, une fois expurgé de ses populations slaves. Les populations urbaines devront être anéanties, celles rurales soumises à un joug impitoyable afin de produire les surplus agricoles destinés à l'Allemagne et à la colonisation aryenne. Selon Alfred Rosenberg, l'idéologue du parti nazi, l'Union soviétique devra être liquidée en tant que structure politique et, afin d'organiser le pillage et sa mise en coupe réglée, son territoire sera démembré en quatre grandes zones d’exploitation. Dans les territoires qui seront conquis, Himmler annonce la liquidation par la famine programmée de 30 millions de personnes (la préméditation reste cependant controversée selon l'historien Jean Stengers). Quant aux survivants de cette politique, ils seront libérés du bolchevisme afin que les Allemands puissent les asservir (les Slaves, réduits en esclavage, sont destinés à devenir un réservoir de main d'œuvre exploitable sans merci pour l'économie du Reich).
La politique d’extermination est définie dans ses grandes lignes en mars 1941, quatre mois avant l’invasion. La décision d'utiliser des unités du Reichssicherheitshauptamt (RSHA - services de sécurité) pour accomplir des « actions politiques spéciales » (euphémisme pour désigner l’organisation de massacres) est prise au début de la planification de l'invasion. Le général Wilhelm Keitel, commandant de l'OKW (« Oberkommando der Wehrmacht » - haut commandement des armées allemandes), dote le plan Barbarossa d'un supplément qui traite de « tâches spéciales », indépendantes des besoins militaires de l'invasion, et qui seront supervisées par Himmler qui a les pleins pouvoirs pour agir en Russie. Dans le cadre plus général d’une extermination de masse, certaines tâches spécifiques sont confiées à des unités spécialisées, les Einsatzgruppen, « groupes d’intervention » chargés d’éliminer derrière le front, de manière organisée, c’est-à-dire systématique, les Juifs soviétiques et des catégories particulières de la population russe. Le 28 avril 1941, un décret ordonne aux officiers de la Wehrmacht de collaborer avec les Einsatzgruppen.
L’extermination des Juifs d’Europe centrale et orientale et celle des Slaves relèvent de deux projets différents. Celle des populations juives, qui débute en Russie soviétique dès les premières semaines de l’opération Barbarossa, se veut totale et absolument prioritaire, systématique et la plus rapide possible ; elle s’appuie sur la doctrine raciale du nazisme et sur le mythe du « judéo-bolchévisme ». Elle est voulue, pensée et organisée avant l’invasion (l’idée des camps d’extermination, elle, serait venue à Himmler à Minsk en août 1941). L’extermination des Slaves, si elle est voulue, se veut partielle, d’ampleur limitée dans un premier temps, et sa mise en œuvre se fera progressivement au gré des circonstances. Elle a surtout des objectifs « utilitaires » d’autant que les besoins aigus du IIIe Reich en main d’œuvre tempèreront, à partir de 1942, les résolutions raciales des dirigeants allemands. Il n’en reste pas moins, qu’en pratique et même sur une échelle limitée, elle sera massive et dévastatrice puisqu’au moins 11 millions de civils furent anéantis du fait d'une action directe et intentionnelle de l’Allemagne nazie lors de l’occupation de la partie occidentale de l'Union soviétique (massacres, exécutions sommaires, famines organisées, bombardements, déportations, surexploitation au travail forcé).
Le 13 mai 1941, deux semaines avant l’invasion, un décret parvient dans les états-majors relatif à « l’exercice de la juridiction militaire en temps de guerre dans la zone Barberousse, et à des mesures spéciales à exécuter par les troupes » : plus de conseils de guerre ni de cours martiales. Les sévices et atrocités commis par les soldats allemands à l’égard des civils (pillages, viols, meurtres gratuits, assassinats collectifs) ne seront plus sanctionnés mais encouragés. Le général SS Bach-Zelewski, chargé de la lutte contre les partisans en Union soviétique, rapporte que des ordres explicites avaient été donnés par les plus hautes autorités du Troisième Reich afin que les soldats auteurs de crimes contre les civils ne fussent ni traduits en justice ni punis par les tribunaux militaires. Les généraux devaient faire montre d’un « manque total de pitié », les villages seraient brûlés avec leurs habitants, les villes rasées, les opposants anéantis. Lors de ses préparatifs de guerre, et deux mois avant l’invasion, le général von Küchler, commandant de la 18e armée, déclare à ses commandants de division : « le but doit être la destruction de la Russie d’Europe ». Les instructions données à la VIe armée par le maréchal Reichenau sont sans ambiguïté : « Les troupes ont des missions à remplir qui dépassent le cadre de leurs devoirs ordinaires. On ne traite pas assez sérieusement la lutte contre l'ennemi, derrière la ligne de front. On continue à faire prisonniers des partisans et des femmes. La fourniture d'aliments aux habitants et aux prisonniers de guerre est un acte d'humanité mal compris. La disparition des symboles extérieurs de la domination bolchevique, y compris les bâtiments, correspond aux buts de la guerre d'anéantissement. À l'est, les objets de valeur historique et les objets d'art n'ont aucune importance ». Le général d’armée Erich Hoepner, commandant le 4e groupe de Panzer, écrit le 2 mai 1941 : « Cette lutte doit avoir pour but la démolition de la Russie actuelle et doit donc être menée avec une rigueur sans précédent. Chaque opération, dans sa conception et son exécution, doit être guidée par une volonté absolue d’anéantissement total et impitoyable de l’ennemi ». L'« ordre sur les commissaires » du 8 juin 1941, exige l’exécution immédiate et systématique de tous les commissaires politiques de l’Armée rouge, assimilés en majorité plus ou moins explicitement à des Juifs conformément aux postulats du « judéo-bolchévisme ». En juillet et août 1941, des décrets prévoient l’exécution immédiate de tous les citoyens qui refuseront d’obéir ou feront preuve de la moindre marque d’hostilité envers l’occupant allemand.
Ces instructions donnent une base légale aux assassinats, vols, viols, tortures et destructions sur une grande échelle, dont allaient être victimes les 65 millions de Soviétiques (40 % de la population de l'Union soviétique) qui se retrouveront dans les territoires conquis par la Wehrmacht en 1941 et 1942 En pratique, l’armée ne se contentera pas de fermer les yeux sur les actions criminelles du régime, elle ordonnera aux troupes de les réaliser. La guerre de conquête et de destruction de l’Union soviétique offrira aux soldats allemands d’innombrables occasions de tuer, de détruire, de piller, de violer et de torturer, avec ou sans l’assentiment de leurs chefs. Ils furent rarement punis pour ces actions et assez souvent félicités par leurs supérieurs. En outre, l’aggravation des difficultés de la Wehrmacht sur le front russe, dès l’hiver 1941-1942, après son échec devant Moscou, entraînera très rapidement une brutalisation radicale du comportement des soldats. Cette brutalisation sera encouragée par la hiérarchie de la Wehrmacht car elle offrait un exutoire à une discipline de combat très dure imposée aux unités combattantes. Les crimes de guerre deviendront un élément du quotidien de l’armée allemande.
La Stavka soviétique agit symétriquement en imposant elle aussi à ses troupes une rigueur au combat particulièrement sévère : les défaillances sont durement sanctionnées (mutilation volontaire, désertion et complicité de désertion auxquelles sont assimilées à la reddition même involontaire à l’ennemi, et aussi « défaitisme » ou « manque de combativité » auxquels sont assimilés toute réticence à participer aux atrocités). Quand ils n’étaient pas fusillés par le NKVD, les récalcitrants partaient dans les « shtrafbat » (bataillons pénitentiaires). Selon les sources militaires russes, 422 700 hommes moururent dans les unités pénitentiaires pendant la guerre.

## Des crimes d'une grande ampleur

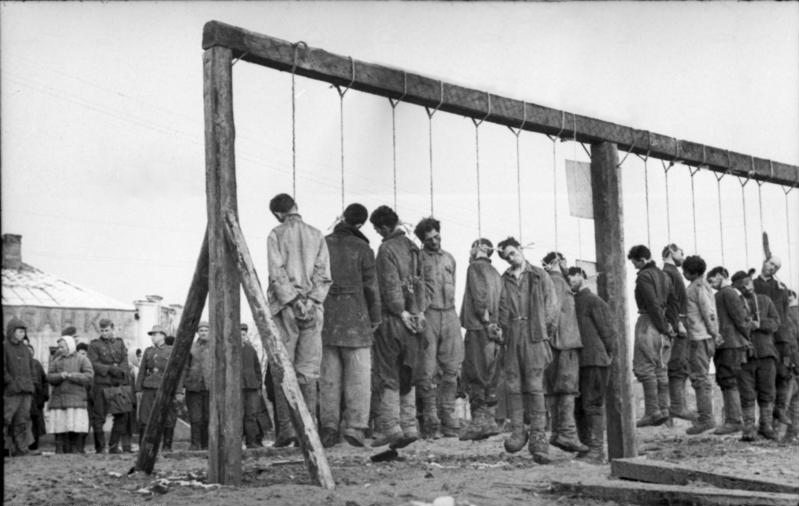
Pendaison de partisans russes par l'armée allemande (janvier 1943).

Dès le déclenchement de l’invasion, en juin 1941, l’armée allemande fait le tri des prisonniers pour découvrir les commissaires politiques et les militants communistes, qu’elle fusille aussitôt. À noter que cette extermination immédiate a un cadre plus large encore puisqu’elle inclut également les officiers et sous-officiers, ainsi que tous les membres de l’intelligentsia (Intelligentzler) : instituteurs, universitaires, scientifiques, ingénieurs... Plus généralement, la Wehrmacht tue à l’aveuglette, sur de simples soupçons, « tous ceux qui regardent de travers » selon les ordres de Hitler. Dans les territoires conquis, tout refus d’obéissance à l’occupant, voire toute objection verbale, vaut immédiatement une balle dans la nuque. Le 23 juillet 1941, un mois à peine après le début de l’invasion, Wilhelm Keitel donne l’ordre de renforcer la terreur « afin de détruire dans la racine toute tentative de résister ». En août 1941, Himmler rend visite à l'Einsatzgruppe B, il assiste alors à une exécution de masse de civils à Minsk. Dans les villes, la Wehrmacht a instruction de fusiller immédiatement et systématiquement 50 otages pour un soldat allemand blessé par la résistance, 100 otages pour un soldat abattu. Dans les campagnes, et sous couvert de lutter contre les partisans, la Wehrmacht organise de gigantesques exterminations. Le 10 octobre 1941, Walther von Reichenau, de la Wehrmacht, se réjouit en public d’avoir fait mourir plusieurs milliers de civils. En novembre 1941, le général Hermann Hoth, commandant de la 17e armée allemande, rappelle dans ses instructions à ses soldats que « la compassion et la faiblesse à l’égard de la population sont déplacées », et appelle les soldats à comprendre « la nécessité de mesures sévères contre les éléments étrangers à la nation [allemande] et à l’espèce ». Dans un rapport, le commandant de la Wehrmacht en Biélorussie déclare avoir fusillé 10 431 prisonniers sur 10 949 pris lors de « combats avec les partisans » au cours du seul mois d’octobre 1941. L’opération avait coûté la vie à deux soldats seulement du côté allemand. Ces chiffres ne concernent qu’une des nombreuses offensives « anti-partisans » qui étaient en réalité de purs et simples massacres de civils désarmés.
L’extermination semble avoir eu une portée générale,. À Charkhov, en Ukraine, dès l’arrivée des troupes allemandes à l’automne 1941, des centaines d’hommes sont pendus aux balcons de la ville où ils restent exposés pendant plusieurs jours (cité par Philippe Burin dans l'« Armée d'Hitler »). Aurel Kowatsch, commandant de la division Das Reich, s’étonnait d’une exclamation horrifiée du préfet Pierre Trouillé protestant contre des exécutions d'otages à Tulle. Il expliqua alors que pour la seule ville de Kiev, c'étaient plus de 100 000 civils, tous sexes et âges confondus, qu'ils avaient pendu en représailles à des actions des partisans. Lors de la Bataille de Moscou les Allemands raseront les villages dans un rayon de 100 km autour de la capitale, massacrant leurs habitants.
Lorsque le terme « partisans » sembla insuffisant pour légitimer la brutalité, en particulier lorsque des civils manifestement sans défense étaient en cause, l’armée recourut parfois à un euphémisme précieux, « agent » ou « espion », qui transformait des innocents en coupables. Friedrich Schmidt, l’un des tortionnaires ordinaires de la Wehrmacht, « responsable de la sécurité » dans le village de Boudionnovka, près de Marioupol, note dans ses carnets : « 9 mars : journée difficile. Je dois mettre à mort 30 adolescents capturés. À 10 heures, on m’a amené encore deux jeunes filles et six jeunes gens. J’ai du les frapper impitoyablement. Depuis ça a été des exécutions en masse : hier, six, aujourd’hui trente trois. Le fossé est à peu près rempli. Comme elle sait mourir héroïquement cette jeunesse soviétique ! Certains d’entre eux, les jeunes filles surtout, n’ont pas versé une larme - 14 mars. J’ai fait fusiller Ludmila Tchoukanova, 17 ans – 23 mars : j’ai interrogé deux gamins qui avaient voulu passer sur la glace jusqu’à Rostov. On les a fusillés comme espions ».
Les Allemands ne faisaient pas prisonnières les femmes qui portaient l’uniforme (800 000 jeunes femmes servirent comme volontaires dans l’Armée rouge) : ils les abattaient sur place. Les généraux de la Wehrmacht n’avaient pas de scrupules à ordonner l’exécution de tous les hommes d’un village ou l’évacuation de toute une population. Ils redoutaient cependant que l’exécution de femmes et d’enfants ne créent des problèmes de discipline au sein de la troupe, et préféraient en général laisser aux Einsatzgruppen le « soin » d’accomplir ces tâches. En octobre 1941, la 12e division d’infanterie avertit ses hommes que « les renseignements sont en général fournis par des jeunes de 11 à 14 ans » et présenta « le fouet comme le moyen le plus recommandé pour les interrogatoires ». Des milliers de villages furent pillés et incendiés, les habitants fusillés, pendus ou brûlés vifs, femmes et enfants inclus. Maria Timofeïevna Savitskaïa, agent de liaison pour la Résistance, se souvient : « Tout brûlait autour de nous, les villages étaient incendiés avec leurs habitants. On brûlait les gens sur de grands bûchers... dans les écoles.... dans les églises... Je ramassais les restes carbonisés. Je ramassais pour une amie tout ce qui était resté de sa famille. On retrouvait des os, et quand il subsistait un lambeau de vêtement, ne fût-ce qu’un infime morceau, on savait aussitôt qui c’était ».
Les massacres massifs de civils désarmés furent ininterrompus durant toute la durée de l’occupation de l’Union soviétique par le Reich nazi.

## L'extermination des prisonniers de guerre soviétiques

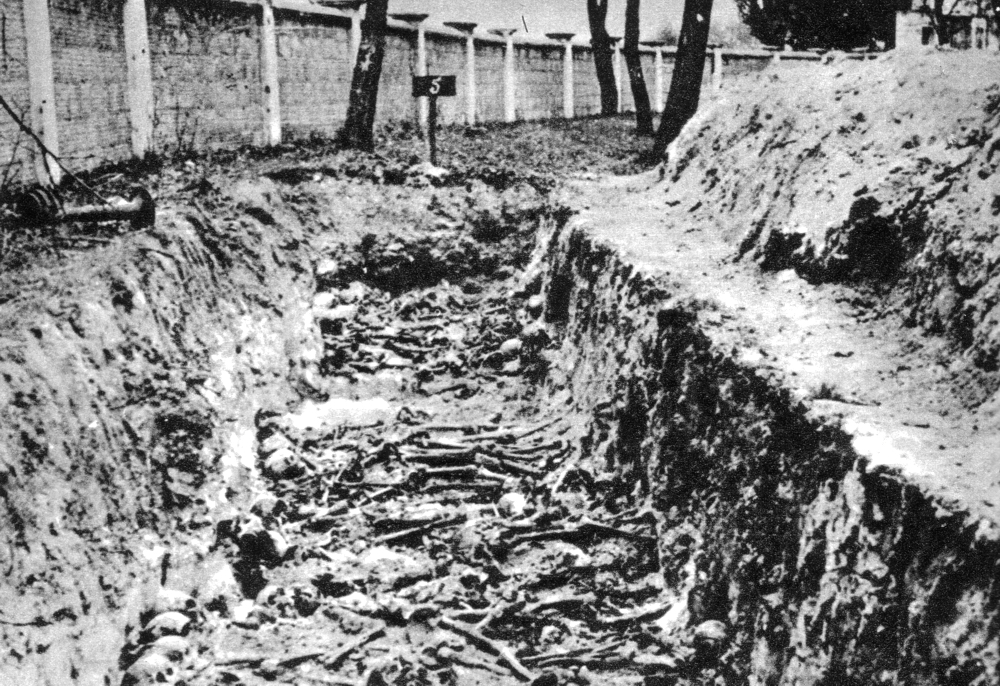
Fosse commune de prisonniers soviétiques tués par l'armée allemande au camp de concentration de Deblin (Pologne occupée par la Wehrmacht).

La première application de la politique nazie de « dépopulation » appliquée à la Russie soviétique se retrouve dans le traitement inhumain réservé aux officiers et soldats soviétiques faits prisonniers, sort qui doit peu au hasard ou aux conditions de la guerre. Le 20 novembre 1941, le général Erich von Manstein, commandant de la 11e Armée, précise que « ce combat n’est pas mené contre l’armée soviétique selon des méthodes conventionnelles guidées par les seules règles de la guerre européenne... ». Durant les six premiers mois de la campagne, environ 2 millions de prisonniers de guerre soviétiques sur 3,3 millions moururent victimes d’exécutions sommaires sur une vaste échelle, de marches à pied épuisantes et de faim. Selon les ordres de la Wehrmacht, les prisonniers survivants devaient être nourris « avec les moyens les plus primitifs », se voyaient confisquer tous leurs vêtements chauds en hiver, et interdiction était faite aux médecins allemands de soigner les blessés de l’Armée rouge. Ils étaient parqués sans soin, ni nourriture, ni abri dans d’immenses camps de concentration à ciel ouverts. Le camp de Minsk par exemple, regroupait en moyenne 120 000 prisonniers; le taux de mortalité y était proche de 20 % par mois. Ceux qui parvenaient à survivre étaient déportés dans les camps d'extermination de Pologne et d’Autriche ou furent utilisés comme main d'œuvre forcée pour les besoins du Reich.
Environ 3,5 % des prisonniers de guerre anglais et américains et moins de 2 % des prisonniers de guerre français moururent en captivité. En revanche, sur les 5,4 millions de soldats et officiers soviétiques faits prisonniers par l’Ostheer, au moins 3,8 millions périrent soit 70 %,. Ils moururent de faim, d’inanition, de froid, de maladie, d’exécutions sommaires et de gazages (les premiers à être gazés à Auschwitz furent des Russes et des Polonais même si la majorité des victimes d’Auschwitz furent des Juifs). Des 80 généraux de l’Armée soviétique capturés par la Wehrmacht, seuls 37 survécurent à leur captivité. Leur grade ne leur conférait ainsi aucun traitement de faveur, ce dont témoigne le sort du général Karbouchev Héros de l'Union soviétique, torturé à mort le jour même de son arrivée au camp d’extermination de Mauthausen (Autriche). Les ordres de la Wehrmacht concernant les soldats soviétiques et les éléments politiquement ou « racialement » dangereux apportèrent non seulement une caution officielle à une campagne d’assassinats systématiques, mais ils ouvrirent la voie à une vague massive d’exécutions collectives, perpétrées par des soldats dont les ordres étaient d’assassiner des militaires désarmés et des civils sans défense. Pour rendre ces ordres « acceptables », la propagande de la Wehrmacht présentait les Slaves dans leur ensemble comme des « Untermenschen » ne méritant pas de vivre et animés d’une haine farouche pour les Allemands « plus civilisés », alors que des milliers de militaires soviétiques, au début de l’opération Barbarossa, s’étaient non seulement volontairement rendus sans combattre, mais, ignorant la nature réelle du nazisme, imaginaient les Allemands en libérateurs et demandaient à combattre contre le stalinisme.
Les exécutions sommaires de prisonniers de guerre soviétiques eurent un caractère massif sur toute l’étendue du front soviéto-allemand, durant toute la durée du conflit. 600 000 personnes au moins furent fusillées sur le champ en tant que prisonniers de guerre, mais l’estimation officielle des pertes est dramatiquement sous-évaluée puisqu'un nombre indéterminé, mais probablement très important, de soldats soviétiques furent exécutés par les soldats allemands après leur capture, avant même d’avoir été comptabilisés comme prisonniers. À la mi-septembre 1941, l’OKH (« Oberkommando des Heeres », Haut Commandement militaire, qui dépendait directement de Hitler) ajouta une précision aux ordres donnés aux divisions combattant à l’Est : tous les soldats soviétiques dépassés par l’avance de la Wehrmacht et se réorganisant derrière la ligne de front devaient être traités comme des partisans, c’est-à-dire abattus sur le champ. Cet ordre semblait introduire une distinction subtile entre « soldats organisés » et « soldats non organisés ». En pratique, les commandants d’unité ne s’embarrassaient guère de telles nuances. Tel le commandant de la 12e division d’infanterie donnant ses ordres à ses officiers : « Tout soldat tue tout Russe trouvé derrière la ligne de front et qui n’a pas été fait prisonnier au combat ».

## L'extermination des Juifs en Union soviétique

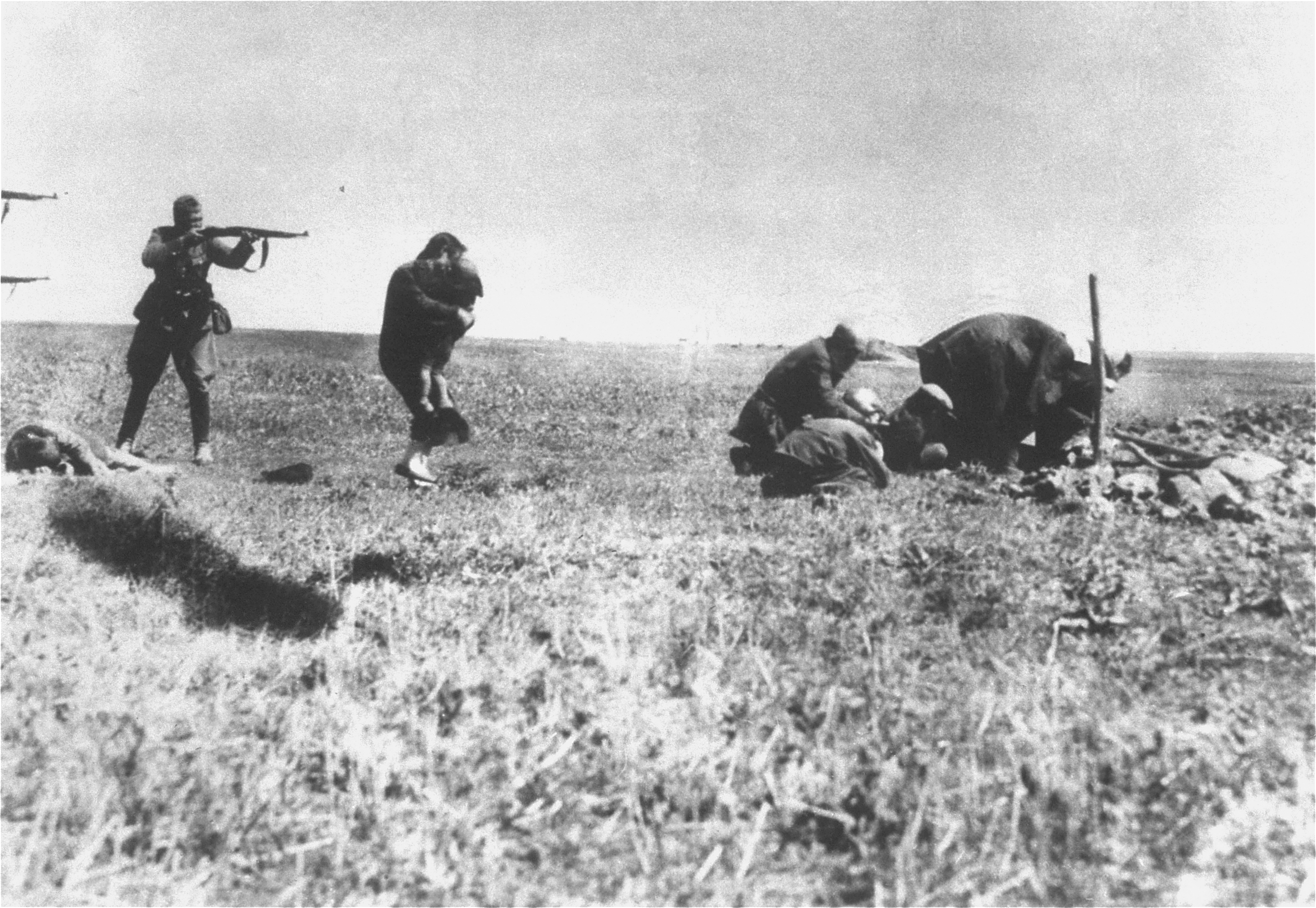
Exécution de juifs à Ivanhorod (Ukraine) par des Einsatzgruppen (1942)

Si, lors de la campagne de Pologne, « seulement » 10 000 Juifs environ avaient été éliminés (des hommes valides pour la plupart), la politique d'assassinats collectifs prit, à partir d’août 1941, dans les territoires conquis, une allure radicalement nouvelle. Selon l’historien Omer Bartov, la genèse de la solution finale est à rechercher dans l’opération Barbarossa.
Dès les premiers jours de l’invasion, les Juifs, considérés en bloc comme « bolchéviques », sont la cible de massacres systématiques. Au cours des cinq premiers mois de l’occupation, 550 000 Juifs de tout âge furent assassinés, par familles et villages entiers. On évalue au total à 2,8 millions (dont 1,5 million par les Einsatzgruppen) le nombre de Juifs soviétiques assassinés en Russie, en Biélorussie et en Ukraine (Shoah par balles), ou morts en déportation dans les camps d’extermination. La plupart des massacres de Juifs eurent lieu en Ukraine. Selon l’historien Alexandre Krouglov, 500 000 Juifs soviétiques furent assassinés en Ukraine en 1941 ; plus de 700 000 en 1942 et encore 200 000 en 1943 jusqu’à la retraite définitive des forces allemandes d’Ukraine en 1944. Moins de 1 % des Juifs rattrapés par l’avance allemande survécurent à l’occupation nazie.
Créés par Himmler et Heydrich spécifiquement pour l’invasion de l'URSS et dans le but d’exterminer le plus rapidement possible les Juifs, les communistes, les membres de l’intelligentsia et les Tsiganes, les Einsatzgruppen opéraient dans les territoires occupés par la Wehrmacht et avec la coopération d’unités régulières de l’armée et de milices auxiliaires locales (en Lituanie et en Ukraine en particulier : voir police de sécurité lituanienne et ukrainienne). Ils assassinèrent au moins un million et demi de personnes, dont une écrasante majorité de femmes et d’enfants (la plupart des hommes juifs valides avaient été mobilisés dans l’Armée rouge depuis le 22 juin 1941). Il semble que ce soit Himmler qui ait donné l’instruction de systématiser l’extermination des femmes et des enfants, sans considération de leur âge (du nourrisson au vieillard). La majorité des victimes des Einsatzgruppen furent des Juifs. Le procédé d’exécution était la plupart du temps les fusillades ou une balle dans la nuque. Au nombre de quatre, ces Einsatzgruppen furent rattachés pour trois d’entre eux (Einsatzgruppen A, B, et C) à la Wehrmacht sur le front de Russie centrale, le quatrième (Einzatzgruppe D) opérant seul en Ukraine. La plupart des crimes perpétrés eurent lieu en Ukraine et dans les pays baltes de Lettonie, Estonie et Lituanie où la population juive était plus nombreuse qu’ailleurs (voir « zone de résidence »). Il y avait approximativement 600 à 1 000 hommes dans chaque Einsatzgruppe, bien que beaucoup fussent du personnel de soutien. Leurs membres actifs provenaient de différentes organisations militaires et non-militaires du Troisième Reich. La majorité des membres appartenait aux Waffen-SS (la branche militaire des SS) et au personnel du Reichssicherheitshauptamt (RSHA). Otto Ohlendorf, dernier commandant survivant d'un Einsatzkommando (Einsatzgruppe D), fut pendu en 1952 en RFA pour les 90 000 assassinats qui lui furent reprochés (en particulier le massacre de Simferopol en Crimée). Le SS letton Viktors Arājs, qui travaillait de près avec l’Einzatzgruppe A, dirigeant le Sonderkommando Arājs, responsable à lui seul de la mort d’entre 50 000 et 100 000 personnes, ne sera lui arrêté qu’en 1975 et condamné à perpétuité en 1979.
En raison du stress psychologique provoqué chez les membres incomplètement déshumanisés des Einsatzgruppen, les autorités du Troisième Reich décidèrent à fin 1941 de recourir à une méthode moins « personnelle » que les tueries par balle. C’est ainsi que fut mis en place le système des chambres à gaz, principalement en Pologne. Pour des raisons logistiques cependant, la « Shoah par balles » se poursuivit jusqu’en 1944 dans les territoires soviétiques conquis par la Wehrmacht : en Ukraine, par exemple 80 % des Juifs furent tués par les commandos SS ou leurs auxiliaires locaux ; les autres 20 % ont été déportés et gazés à Belzec, Sobibor et Auschwitz.

Du 28 au 30 août 1941, 23 600 personnes (principalement des Juifs de Hongrie, mais non-hongrois, livrés par le régime d'Horthy) sont massacrées à Kamenetz-Podolsk. Berditchev, au sud de Kiev, est occupée par la Wehrmacht le 7 juillet 1941. Dans la nuit du 14 au 15 septembre, environ 12 000 Juifs, femmes et enfants compris, y sont massacrés par groupes de 40 au bord d’immenses fosses avec l’aide de collaborateurs locaux. 18 000 autres Juifs y sont assassinés dans les mois qui suivent (pour l'ensemble de la ville, seuls six Juifs survécurent au massacre). 58 000 Juifs d’Odessa sont brûlés vifs à Berezovka, à 80 kilomètres au nord d’Odessa (une partie dans des wagons, une autre est conduite dans une clairière, arrosée d’essence et brûlée). 
 En 1942, 90 000 Juifs d’Odessa sont massacrés à Domanevka (40 kilomètres au nord de Berezovka), principalement par la milice ukrainienne recrutée par les Allemands. Le seul massacre de Babi Yar, près de Kiev, du 29 au 30 septembre 1941 (soit trois mois après le début de l’invasion) fait 33 771 morts en deux jours d’exécutions ininterrompues (plus de 100 000 civils, Juifs et non Juifs, y seront assassinés par les Allemands avec l’aide de miliciens nationalistes ukrainiens du 201e bataillon Schutzmannschaft de 1941 à 1943). Les officiers du quartier général de la 6e armée (6e armée qui sera vaincue à Stalingrad), alors commandée par le feld-maréchal Walther von Reichenau, apportèrent leur contribution active à ce massacre en organisant le regroupement et l'acheminement des civils qui allaient être abattus.
« Après une longue marche, ils arrivaient à un passage formé par des soldats allemands avec des massues et des chiens policiers. Les Juifs étaient fouettés sur leur passage. Les chiens se jetaient sur ceux qui tombaient mais la poussée des colonnes qui se pressaient derrière était irrésistible et les faibles et les blessés étaient piétinés. Meurtris et ensanglantés, paralysés par le caractère incompréhensible de ce qui leur arrivait, les Juifs débouchaient sur une clairière d'herbe. Ils étaient arrivés à Babi Yar, devant eux se trouvait le ravin. Le sol était jonché de vêtements. Des miliciens ukrainiens, surveillés par des Allemands, ordonnaient aux Juifs de se déshabiller. Ceux qui hésitaient, qui résistaient, étaient battus, leurs vêtements arrachés. Il y avait partout des personnes nues, ensanglantées. L'air était empli de cris et de rires convulsifs. Les victimes étaient alignées au bord du ravin et abattues par des équipes de mitrailleurs. » Paul Blobel, commandant du Sonderkommando 4a de l'Einsatzgruppe C, responsable des massacres de Babi Yar, reçut à ce titre la Croix de fer, la plus haute décoration allemande pour « bravoure ».

## L'extermination de populations civiles et la destruction de l'économie soviétique
L’invasion de l'Union soviétique fut, dès le début, une entreprise d’asservissement et de pillage sans précédent. Hitler : « Les vrais profiteurs de cette guerre, c'est nous ! Quand nous en sortirons, nous éclaterons de graisse. Nous ne rendrons rien et nous prendrons tout ce qui pourra nous servir. » Les autorités civiles et militaires organisèrent l’exploitation impitoyable des territoires occupés. À la tête de l'Office du plan quadriennal, Göring était chargé de la politique économique dans les territoires occupés. Il déclarait : « J'ai l'intention de piller et de piller abondamment ». Les responsables allemands savaient que cette politique entraînerait la mort par la famine de millions de Russes. En décembre 1941, Hermann Göring déclare au ministre italien des affaires étrangères Ciano : « Cette année, entre 20 et 30 millions de Russes vont mourir de faim en Russie. Peut-être est-il bon qu'il en soit ainsi car certaines nations doivent être décimées ». À Kharkov, par exemple, en Ukraine, 80 000 personnes décédèrent de la famine. Outre cette mise à mort programmée de vastes parties de la population, l’exploitation économique totale des territoires occupés se traduisit, dès les premières semaines de l’invasion, par la déportation en Allemagne de travailleurs forcés, les « Ostarbeiter » (travailleurs de l'Est) : plus de 4 millions de personnes (57 % de femmes) furent déportées en Allemagne à la suite des « programmes Sauckel ». Plus d'un million d'entre eux périrent de faim ou d'épuisement.
En 1943, alors que la Wehrmacht bat déjà en retraite sous les coups de l'Armée rouge, la production industrielle, dans la partie de la Russie occupée par le Reich, s’est effondrée à 10 % seulement de son niveau d’avant-guerre, et la production agricole, à la moitié (V.Faline).
Dans sa retraite, la Wehrmacht mène une impitoyable politique de la terre brûlée. Tout ce qui présente une valeur industrielle quelconque est systématiquement détruit de manière irréparable. Les mines de charbon du Donetsk sont noyées sous des millions de tonnes d’eau. Les ponts sont détruits les uns après les autres, le bétail abattu, les puits sont empoisonnés, les routes minées. Sur des centaines de kilomètres, le long des routes de la retraite allemande, ce ne sont que des ruines qui restent des villes russes. Lors de sa retraite, la Wehrmacht rase systématiquement tous les villages qu’elle rencontre, après avoir déporté ou exterminés les hommes qu’elle y trouve et laisse derrière elle femmes et enfants dans le plus grand dénuement, les condamnant à mourir de faim (les hivers, les femmes et les enfants des villages rasés sont chassés vers des zones désolées, sans ressources alimentaires, par des froids de – 30/– 40°). L’Ukraine, la Biélorussie et les régions centrales de Russie perdent les quatre cinquièmes de leurs capacités de production. Les Allemands y ont détruit 80 000 kilomètres de voies ferrées, même les traverses ont été détruites. 80 000 kilomètres, c’est plus que la longueur de tous les chemins de fer allemands avant la Seconde Guerre mondiale (V.Faline). À l’heure du bilan, fin 1945, une source russe évalue à 1 700 le nombre de villes et 70 000 le nombre de villages partiellement ou totalement détruits par l’Allemagne lors de la guerre.

## Le recul allemand à partir de 1943
En août 1943, les Allemands sont mis en échec lors de la bataille de Koursk. Durant l’occupation de la ville, la Wehrmacht a fusillé 3 000 civils, 10 000 sont décédés de famine et de maladie, 10 000 autres ont été déportés en Allemagne comme « esclaves pour le travail ». Les soldats russes découvrent qu’à Rostov-sur-le-Don plus de 40 000 civils ont été abattus par l’armée allemande, 53 000 autres ont été déportés en Allemagne. La totalité du tissu industriel de cette vaste zone de la Volga a été systématiquement rasée. À la libération d’Orel, en août 1943, les Soviétiques y dénombrent plus de 11 000 civils massacrés. Le 24 août 1943, Kharkov est libérée. On estime aujourd’hui qu’environ 300 000 personnes, civils et prisonniers de guerre, ont été exécutés à Kharkov, et que plus de 160 000 habitants ont été déportés en Allemagne. En septembre 1943, le Donbass, la première zone d’extraction de charbon d’Union soviétique, est totalement libéré. Plus de 167 000 civils ont été tués à Stalino (la ville de Donetsk s'appelait Stalino en 1941), première ville du Donbass, affamés ou exécutés. Le 6 novembre 1943, Kiev est libérée. Plus de 195 000 civils y ont été exécutés, 100 000 personnes auraient été déportées. Les destructions y sont telles qu’à sa libération 80 % des habitants n’ont plus de domicile. Le 10 avril 1944, Odessa est libérée. Les Allemands y ont fait périr 82 000 civils et déporté 78 000 personnes. Le 9 mai, Sébastopol est libérée. 27 000 civils y ont été abattus, la quasi-totalité de la ville a été rasée. En décembre 1943, la plus grande partie de l’Ukraine est libérée.
En Ukraine, près de 5 millions de personnes ont été tuées par les Allemands (3,5 millions de civils et 1,5 million de prisonniers de guerre) tandis que 2,4 millions d’habitants ont été déportés.
Le 19 janvier 1944, Novgorod est libérée. Lors de son occupation, les Allemands y ont abattu 201 000 civils et prisonniers de guerre. Le 23 juillet, Pskov est reprise. Les Allemands y ont exécuté 290 000 personnes et déporté 11 000 autres. Dans le milieu de l’été, les territoires de l'actuelle fédération de Russie sont libérés. Les crimes commis par le Troisième Reich en Russie y ont pris l’allure d’un véritable génocide. Plus de 1,8 million de civils y ont été exécutés par les Allemands, tandis qu'1,3 million de personnes ont été déportées en Allemagne. Plus de trois millions d’immeubles ont été rasés. On compte en 1944 plus de 11 millions de Russes sans abri du fait des destructions.

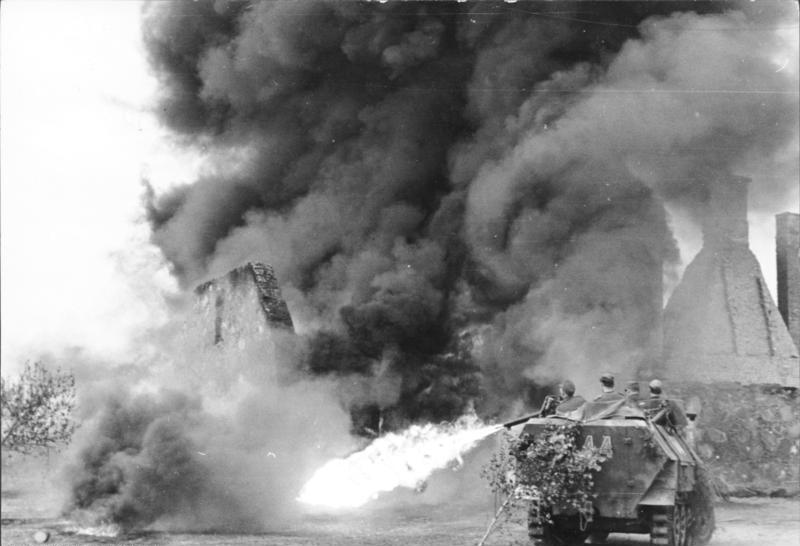
Schützenpanzer équipé de lance-flamme (Sonderkraftfahrzeug 251), en train de détruire un village de Russie centrale en août 1944 au moment de la retraite sur le front de l'Est.

 Cette politique de destructions massives sera de grande ampleur en Biélorussie.

### Opération Bagration
Ainsi est dénommée l'offensive d'été 1944, le 23 juin exactement. Les Nazis sont attaqués sur plusieurs fronts par plusieurs groupes d'armées soviétiques (Fronts) de l'opération Bagration.
Le 26 juin 1944, Vitebsk, est libérée. La ville ne ressemble plus qu’à un véritable champ de ruine. Environ 140 000 civils et prisonniers de guerre soviétiques y ont été exécutés. Le 3 juillet, c’est Minsk, la capitale de la Biélorussie, qui est libérée. Plus de 400 000 personnes y ont péri du fait des exactions et des massacres commis par la Wehrmacht et les unités spéciales d’extermination. Le 28 juillet, Brest-Litovsk est libérée. 84 000 civils y ont été assassinés durant son occupation. En Biélorussie, la GFP (police secrète de campagne), la police auxiliaire et l'Abwehr (contre-espionnage) imposaient un ordre impitoyable, multipliant les rafles et les exécutions sommaires. L'arrivée du gauleiter Wilhelm Kube au poste de commissaire général, pour la Biélorussie occupée, marqua le début des massacres. Les nazis asphyxiaient les victimes avec les gaz d'échappement de camions. Les Allemands avaient créé 260 camps de concentration en Biélorussie où plus de 1,2 million de personnes trouvèrent la mort. Plus de 200 000 personnes ont été exterminées dans le camp d'extermination de Maly Trostenets près de Minsk. Les victimes n'ont été plus nombreuses qu'à Auschwitz, Majdanek et Treblinka. Le gauleiter Wilhelm Kube fut abattu le 21 septembre 1943 par la résistante soviétique Yelena Mazanik qui sera honorée du titre de Héros de l'Union soviétique.
Au total, la Biélorussie perd 25 % de sa population (essentiellement en 1942-1943) du seul fait de l’occupation nazie (2,2 millions de disparus), sans distinction d’âge et de sexe, 380 000 personnes ont été déportées en Allemagne. 209 villes ont été rasées, 9 200 villages réduits en cendres, les habitants massacrés sur place. Environ 3 millions de personnes se retrouvent sans abri en Biélorussie en août 1944.
Enfin, le Troisième Reich, considérant les slaves et les juifs comme des « sous-hommes » et voulant effacer les traces de leurs civilisations, dynamite et brûle délibérément et sans nécessité stratégique, comme en Pologne, tout le patrimoine culturel et monumental russe, biélorusse, ukrainien et juif (églises, monastères, synagogues, bibliothèques, palais et divers monuments, déjà en partie détruits par le régime soviétique notamment dans le cadre de sa politique anti-religieuse). Le traitement infligé au palais Peterhof de Saint-Pétersbourg est exemplaire de cette volonté délibérée de destruction.

## Bilan
La commission d'historiens constituée lors de la perestroïka en 1987 évalua le bilan des pertes à 26,2 millions dont un peu plus de 10 millions de soldats soviétiques, 11 millions de pertes civiles directes et 5 millions de pertes civiles indirectes (surmortalité) :
- 11,15 millions de soldats soviétiques ont été tués dont 6,8 millions au combat et 3,8 millions dans les camps de prisonniers allemands.
- 550 000 soldats soviétiques sont morts dans des accidents ou fusillés par le NKVD.
- 1,8 million de personnes ont été tuées en Russie, dont 170 000 Juifs
- 3,5 millions de personnes ont été tuées en Ukraine, dont 1,43 million de Juifs.
- 2,2 millions de personnes ont été tuées en Biélorussie, dont 810 000 Juifs.
- Environ 1 million de personnes sont mortes de la famine lors du siège de Leningrad qui se déroula entre le 8 septembre 1941 et le 18 janvier 1944.
- 5,365 millions de personnes sont mortes des suites de la famine, des bombardements, et des maladies.

Près de 1 710 villes et plus de 70 000 villages, 32 000 entreprises industrielles, 100 000 fermes collectives et étatiques, 4 700 000 maisons, 127 000 écoles, universités et bibliothèques publiques ont été détruits. Dans l’ensemble, les pertes matérielles ont été estimées à 600 milliards d’euros.
Le bilan de 26,2 millions entre 1941 et 1945 en URSS des suites de l'invasion allemande est un chiffre officiel, mais non définitif. Pour certains historiens, démographes, et spécialistes, ce chiffre peut monter jusqu'à plus de 30 millions de morts, car le bilan n'a cessé d'évoluer depuis 1947, année ou un premier bilan global affichait plus de 20 millions de morts. De plus, de nos jours, ce sont plusieurs États qui peuvent commenter de tels chiffres : par exemple, l'Ukraine est devenue indépendante de l'URSS en 1991, et peut commenter avec plus de transparence le bilan de ses victimes, dont les chiffres peuvent évoluer sensiblement de ceux affichés jadis par l'URSS. Autre exemple : les pays baltes furent envahis par l'URSS avant 1941, en 1939-1940, puis par les Allemands à partir de juin 1941.